# Luis Ortiz (Boxer, 1979)
Luis Ortiz (* 29. März 1979 in Camagüey, Kuba) ist ein kubanischer Schwergewichtsboxer.

## Amateurkarriere
Er begann im Alter von zehn Jahren mit dem Boxen. Seine Kampfbilanz als Amateur steht bei 343 Siegen gegenüber 26 Niederlagen. Sein größter internationaler Erfolg war der Gewinn der Team-Weltmeisterschaft (Boxing World Cup) 2006 mit Kuba in Baku, im Vorjahr hatte er in Moskau mit dem kubanischen Nationalteam hinter Russland die Silbermedaille errungen. 2006 wurde er beim Playa-Girón-Turnier kubanischer Meister im Schwergewicht. Odlanier Solís, der diese Gewichtsklasse lange dominiert hatte (kubanischer Meister 1999–2001 und 2003–2004) war zu diesem Zeitpunkt bereits aus Kuba geflohen, ebenso wie Yoan Pablo Hernández, der Ortiz im Finalkampf des Jahres 2005 bezwungen hatte.

## Profikarriere
2008 floh Ortiz aus Kuba, um ins Profi-Lager wechseln zu können. Seine Frau und seine Tochter musste er dafür zurücklassen. Als in Florida niedergelassener Profiboxer begann er mit einer Bilanz von 15:0 Siegen, darunter 13 K.o.s. Sein bekanntester Gegner war dabei der Amerikaner Bert Cooper, den er in der zweiten Runde durch technischen K. o. bezwang.  Am 17. Juni 2011 besiegte er Luis Pineda in Panama-Stadt und errang dadurch die WBA-Fedlatin-Meisterschaft.
Die WBA setzte für das Jahr 2014 einen Kampf gegen den Russen Alexander Povetkin an, in dem es um die vakante reguläre WBA-Weltmeisterschaft gehen sollte. Povetkin wollte jedoch nicht gegen Ortiz boxen und trat lieber gegen Manuel Charr an.
Im Jahr 2014 sicherte sich Luis Ortiz mit einem Sieg über Lateef Kayode den  Interims-Titel der WBA.